# Формула-1 — Гран-прі Австрії
Гран-прі Австрії (нім. Großer Preis von Österreich) — один з етапів чемпіонату Світу з автоперегонів в класі Формула-1. Проводився в 1964 р., 1970—1987 рр. і 1997—2003 рр. Гран-прі повернувся в календар Формули-1 в 2014 році.

## Історія

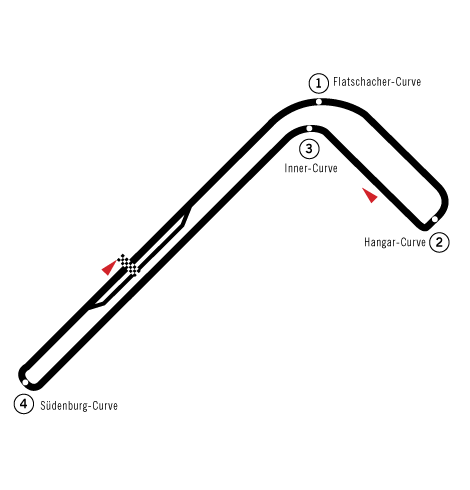
Аеродром Цельтвег, використовувався у 1963 і 1964 рр

Гран-прі Австрії проводилось в двох місцях, в районі Целтвег, розташований в південно-східній частині Шпільберга в Австрії. 1963-64 рр. перегони проводилися на аеродромі, а з 1970 — на гоночній трасі Остеррайхринг, розташованій у мальовничому гірському регіоні Штирії.

### Остеррайхринг

Остеррайхринг, в конфігурації 1970—1976

Остеррайхринг, в конфігурації 1977—1987

Остеррайхринг, конфігурація траси, яка використовувалась у 1970—1987 роках.
Наприкінці 1960-х років в Австрії розгорнувся бій гоночних трас. Місцеві вболівальники були одержимими своїм співвітчизником Йохеном Ріндтом, успішним гонщиком Формули-1. В країні не було свого гоночного кільця, змагання проводились на застарілому Цельтвезі, що насправді був злітною смугою аеропорту.
І раптом в один і той же час в Австрії з'явились два рівноцінні кільця — Зальцбургринг поруч із Зальцбургом та Остеррайхринг (нім. Österreichring), розташований недалеко від села Шпільберг.
Обидві траси претендували в першу чергу на проведення етапу Формули-1, але Зальцбургринг не мав відповідної інфраструктури, тому таке право було надано Остеррайхрингу. Зальцбургринг став домом для Гран-Прі Австрії мотоциклетного чемпіонату MotoGP.
Остеррайхринг — швидка траса, кожну точку якої гонщики проїжджали не нижче ніж на третій передачі 5-ти ступінчастої, або четвертої 6-ти ступінчастої коробки передач. Трек мав також значний перепад висот, який становив 65 метрів різниці між найвищою та найнижчою точками кола.
Деякі ділянки траси складались із звичайних доріг практично без будь-якого захисту, що становило небезпеку для проведення змагань. Так, гонка сезону 1987 перезапускалась двічі через серйозні аварії. Аналогічні проблеми були і у 1985, коли гонщикам довелось стартувати знову лише через коло після початку гонки через аварію трьох гонщиків, включаючи лідера чемпіонату Мікеле Альборето на Ferrari та місцевого гонщика Герхарда Бергера з Arrows-BMW. Під час практики Гран-Прі сезону 1987 гонщик McLaren Штефан Йоханссон на швидкості понад 241 км/год зіткнувся з оленем, який вискочив на трек.
З роками збільшення швидкості стало серйозною проблемою Остеррайхрингу. Так, під час останнього Гран-Прі Австрії, що тут відбулось у 1987 році володар поулу Нельсон Піке проїхав коло завдовжки 5,942 км (3,692 милі) за час 1:23,357 з середньою швидкістю 255,756 км/год. У той час це був другий показник у світі, поступаючись лише результату Кеке Росберга, показаного у Сільверстоуні в сезоні 1985—258,9 км/год. Цікаво, що обидва рекорди були встановлені на турбованою Williams-Honda.
Триразовий чемпіон світу і герой місцевих уболівальників Нікі Лауда є єдиним австрійським водієм, що виграв свій домашній Гран-Прі. Він виграв гонку сезону 1984 за кермом McLaren-TAG Porsche, і цей сезон приніс йому останнє чемпіонство. Причому цей сезон залишається рекордним у Формулі-1 з огляду на перевагу переможця над володарем другого місця у загальному заліку — Лауда переміг свого напарника Алена Проста лише на пів очка.

### А1-Ринг

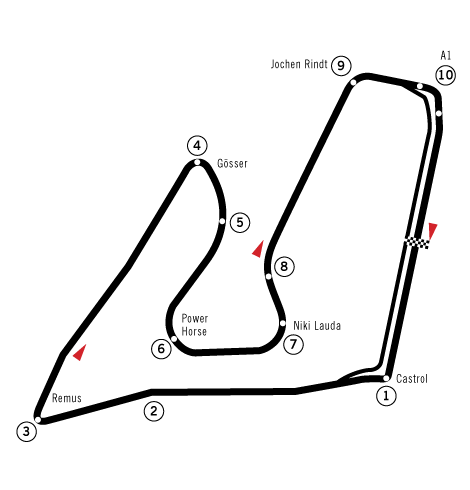
А1-Ринг

У 1995—1996 роках Остеррайхринг був повністю перебудований на тому ж місці за проектом Германа Тільке. Його довжина була скорочена з 5,942 км (3,692 миль) до 4,326 км (2,688 миль), а різкі радикальні кути були замінені трьома затяжними поворотами, які створили прекрасне місце для обгону. Особливістю треку стали три довгі прямі та звивиста ділянка поворотів.
На будівництво нової траси було витрачено 300 мільйонів австрійських шилінгів (32 мільйони доларів). Оскільки більша частина будівельних робіт була оплачена мобільним телефонним оператором А1, то трек був перейменований на А1-Ринг.
Реконструкція дозволила прийняти ще сім етапів Формули-1 у період між 1997 і 2003 роками.
Траса А1-Ринг відрізнялася швидкісними поворотами, і була однією з найцікавіших в календарі. Тим не менше, Гран-прі Австрії 2003 року став останнім на цій трасі.

### Ред Бул Ринг
Трибуни та піт-лейн були знесені в 2004 році, що зробило трек непридатним для проведення будь-яких міжнародних змагань.
У грудні 2012 року Red Bull провела переговори з FIA з метою повернення змагань Формули-1 у Австрію. Після того, як проведення Гран-Прі Америки було скасовано, Ред Бул Ринг потрапив у календар «королівських» перегонів на сезон 2014 і 22 червня того ж року прийняв перше після повернення Гран-Прі Австрії.

## Рекорди

### Пілоти
- Найбільше перемог — Ален Прост, 3
- Найбільше подіумів — Девід Култхард, 5
- Найбільше очок — Ніко Росберг, 62
- Найбільше поулів — Рене Арну, Нельсон Піке і Нікі Лауда, 3
- Найбільше Гран-Прі — Жак Лаффіт, 12
- Рекордний час гонки — Вальттері Боттас, 2017 (1:21:48.523)
- Найшвидше коло — Льюїс Гамільтон, 2017 (1:07.411)
- Найкращий час в кваліфікації — Вальттері Боттас, 2017 (1:04.251)

### Конструктори
- Найбільше перемог — McLaren, 6
- Найбільше подіумів — Ferrari, 22
- Найбільше очок — Ferrari, 180.5
- Найбільше поулів — Ferrari, 7
- Найбільше Гран-Прі — Ferrari і McLaren, 26

## Переможці Гран-прі Австрії

### Багаторазові переможці

#### Пілоти
Жирним шрифтом виділені пілоти, які беруть участь в поточному сезоні чемпіонату Формули-1.
| Кількість перемог | Пілот            | Рік                    |
| ----------------- | ---------------- | ---------------------- |
| 4                 | Макс Ферстаппен  | 2018, 2019, 2021, 2023 |
| 3                 | Ален Прост       | 1983, 1985, 1986       |
| 2                 | Ронні Петерсон   | 1973, 1978             |
| 2                 | Алан Джонс       | 1977, 1979             |
| 2                 | Міка Хаккінен    | 1998, 2000             |
| 2                 | Міхаель Шумахер  | 2002, 2003             |
| 2                 | Ніко Росберг     | 2014, 2015             |
| 2                 | Вальттері Боттас | 2017, 2020             |

#### Конструктори
Жирним шрифтом виділені команди, які беруть участь в поточному сезоні чемпіонату Формули-1.
Рожевим фоном вказані перегони, яка не увійшли до заліку Чемпіонату Світу.
| Кількість перемог | Конструктор     | Рік                                | Рік |
| ----------------- | --------------- | ---------------------------------- | --- |
| 6                 | McLaren         | 1984, 1985, 1986, 1998, 2000, 2001 |     |
| 6                 | Ferrari         | 1964, 1970, 1999, 2002, 2003, 2022 |     |
| 6                 | Mercedes        | 2014, 2015, 2016, 2017, 2020, 2024 |     |
| 4                 | Lotus           | 1972, 1973, 1978, 1982             |     |
| 4                 | Red Bull Racing | 2018, 2019, 2021, 2023             |     |
| 3                 | Williams        | 1979, 1987, 1997                   |     |
| 2                 | Brabham         | 1963, 1974                         |     |
| 2                 | Renault         | 1980, 1983                         |     |

### За роками
Рожевим фоном вказані перегони, яка не увійшли до заліку Чемпіонату Світу.
| Рік         | Пілот               | Конструктор                | Траса          | Звіт          |
| ----------- | ------------------- | -------------------------- | -------------- | ------------- |
| 2024        | Джордж Расселл      | Mercedes                   | Ред Булл Ринг  | Звіт          |
| 2023        | Макс Ферстаппен     | Red Bull Racing-Honda RBPT | Ред Булл Ринг  | Звіт          |
| 2022        | Шарль Леклер        | Ferrari                    | Ред Булл Ринг  | Звіт          |
| 2021        | Макс Ферстаппен     | Red Bull Racing-Honda      | Ред Булл Ринг  | Звіт          |
| 2020        | Вальттері Боттас    | Mercedes                   | Ред Булл Ринг  | Звіт          |
| 2019        | Макс Ферстаппен     | Red Bull-TAG Heuer         | Ред Булл Ринг  | Звіт          |
| 2018        | Макс Ферстаппен     | Red Bull-TAG Heuer         | Ред Булл Ринг  | Звіт          |
| 2017        | Вальттері Боттас    | Mercedes                   | Ред Булл Ринг  | Звіт          |
| 2016        | Льюїс Гамільтон     | Mercedes                   | Ред Булл Ринг  | Звіт          |
| 2015        | Ніко Росберг        | Mercedes                   | Ред Булл Ринг  | Звіт          |
| 2014        | Ніко Росберг        | Mercedes                   | Ред Булл Ринг  | Звіт          |
| 2013 – 2004 | Не проводився       | Не проводився              | Не проводився  | Не проводився |
| 2003        | Міхаель Шумахер     | Ferrari                    | A1-Ring        | Звіт          |
| 2002        | Міхаель Шумахер     | Ferrari                    | A1-Ring        | Звіт          |
| 2001        | Девід Култхард      | McLaren-Mercedes           | A1-Ring        | Звіт          |
| 2000        | Міка Хаккінен       | McLaren-Mercedes           | A1-Ring        | Звіт          |
| 1999        | Еді Ірвайн          | Ferrari                    | A1-Ring        | Звіт          |
| 1998        | Міка Хаккінен       | McLaren-Mercedes           | A1-Ring        | Звіт          |
| 1997        | Жак Вільнев         | Williams-Renault           | A1-Ring        | Звіт          |
| 1996 – 1988 | Не проводився       | Не проводився              | Не проводився  | Не проводився |
| 1987        | Найджел Менселл     | Williams-Honda             | Österreichring | Звіт          |
| 1986        | Ален Прост          | McLaren-TAG                | Österreichring | Звіт          |
| 1985        | Ален Прост          | McLaren-TAG                | Österreichring | Звіт          |
| 1984        | Нікі Лауда          | McLaren-TAG                | Österreichring | Звіт          |
| 1983        | Ален Прост          | Renault                    | Österreichring | Звіт          |
| 1982        | Еліо де Анджеліс    | Lotus-Ford                 | Österreichring | Звіт          |
| 1981        | Жак Лаффіт          | Ligier-Matra               | Österreichring | Звіт          |
| 1980        | Жан-П'єр Жабуй      | Renault                    | Österreichring | Звіт          |
| 1979        | Алан Джонс          | Williams-Ford              | Österreichring | Звіт          |
| 1978        | Ронні Петерсон      | Lotus-Ford                 | Österreichring | Звіт          |
| 1977        | Алан Джонс          | Shadow-Ford                | Österreichring | Звіт          |
| 1976        | Джон Уотсон         | Penske-Ford                | Österreichring | Звіт          |
| 1975        | Вітторіо Брамбілла  | March-Ford                 | Österreichring | Звіт          |
| 1974        | Карлос Ройтеман     | Brabham-Ford               | Österreichring | Звіт          |
| 1973        | Ронні Петерсон      | Lotus-Ford                 | Österreichring | Звіт          |
| 1972        | Емерсон Фіттіпальді | Lotus-Ford                 | Österreichring | Звіт          |
| 1971        | Джо Зіфферт         | BRM                        | Österreichring | Звіт          |
| 1970        | Жакі Ікс            | Ferrari                    | Österreichring | Звіт          |
| 1969 – 1965 | Не проводився       | Не проводився              | Не проводився  | Не проводився |
| 1964        | Лоренцо Бандіні     | Ferrari                    | Цельтвег       | Звіт          |
| 1963        | Джек Бребем         | Brabham-Climax             | Цельтвег       | Звіт          |